# 阿南布拉河
阿南布拉河（伊博語：Oma Mbala）長210公里，注入尼日河，為尼日河洛科賈以下河段最重要的支流，河流流經25000平方公里的尼日河三角洲後注入大西洋。